# Розбіжний ряд
Розбіжний ряд — в математичному аналізі, це ряд, який не є збіжним.
За критерієм: послідовність його часткових сум не має границі.
Також границя доданків ряду не існує як в
{\displaystyle 1-1+1-1+\cdots },
або не прямує до нуля, як в 
{\displaystyle 1-{\frac {1}{2}}+{\frac {2}{3}}-{\frac {3}{4}}+{\frac {4}{5}}-\cdots .}
Існують різні методи сумування, щоб знайти значення «суми ряду» для деяких рядів.

## Властивості методів сумування
Методи сумування здебільшого використовують послідовність модифікованих часткових сум, яка має кращі шанси збіжності.
Для ряду з елементів a та його часткових сум s розглянем метод A(s) та AΣ(a):
- Регулярність — якщо послідовність s збіжна до x, то і A(s) = x. Тобто AΣ(a) = x.
- Лінійність — A є лінійною якщо вона є лінійною функцією на послідовності на якій визначена, так що A(k r + s) = k A(r) + A(s)  для послідовностей r, s і скаляра k. Оскільки an+1 = sn+1 − sn,це еквівалентно до AΣ є лінійною функцією відносно ряду.
- Стабільність — якщо послідовність s починається з s0 та s'  — послідовність що пропускає перше значення і модифікує всі наступні таким чином: s′n = sn+1 − s0, тоді A(s) = s0 + A(s′).
- Скінченна переіндексація.  Якщо a та a'  такі 2 ряда, що існує бієкція {\displaystyle f:\mathbb {N} \rightarrow \mathbb {N} } така, що ai = a′f(i) для всіх i, і якщо існує деяке {\displaystyle N\in \mathbb {N} } таке що ai = a′i для всіх i > N, тоді AΣ(a) = AΣ(a′).  (Тобто, a′ це той же ряд a, лише зі скінченною кількістю переіндексованих елементів.)

Важливою властивістю пари методів є узгодженість: A та B є узгодженими, якщо для довільної послідовності s, A(s) = B(s). (Тобто A є регулярним, якщо він узгоджений із Σ.)

## Теореми про методи сумування
Абелівська теорема (за прототипом теореми Абеля): Метод сумування є регулярним, якщо його результат співпадає зі звичайним сумуванням для усіх збіжних рядів.
Теорема Таубера: частково обернене твердження, що якщо M підсумовує ряд Σ і виконується деяка побічна умова, то Σ був збіжним спочатку; без будь-якої побічної умови такий результат означатиме, що M підсумовує лише збіжні ряди (що робить його непридатним як метод підсумовування для розбіжних рядів).

## Класичні методи сумування
Класичними методами є {\displaystyle \sum _{n=1}^{\infty }a_{n}} (сума ряду) та {\displaystyle \sum _{n=1}^{\infty }|a_{n}|} (абсолютна збіжність) і для розбіжних рядів вони не мають границь.

## Методи сумування
Нові методи сумування вводять нові означення збіжності:
- Збіжність за Чезаро
- Збіжність за Пуассоном — Абелем
- Збіжність за Ейлером
- Збіжність за Борелем